# The Drowsy Chaperone
The Drowsy Chaperone est une comédie musicale avec un livret de Bob Martin et Don McKellar avec des musiques et paroles de Lisa Lambert et Greg Morrison. C'est une parodie des comédies musicales américaines des années 1920. L'histoire concerne un fan de théâtre musical asocial d'âge moyen. Alors qu'il écoute le disque de sa comédie musicale préférée, le hit fictif de 1928 The Drowsy Chaperone, le spectacle prend vie sur scène, alors qu'il commente avec ironie la musique, l'histoire et les acteurs.

## Histoire
The Drowsy Chaperone a commencé en 1997, lorsque Don McKellar, Lisa Lambert, Greg Morrison et plusieurs amis ont créé une parodie de vieilles comédies musicales pour l'enterrement de vie de célibataire de Bob Martin et Janet van de Graaf. Dans sa première incarnation, il n'y avait pas d'homme au fauteuil, les styles musicaux allaient des années 1920 aux années 1940, et les blagues étaient plus risquées. Lorsque le spectacle a été remodelé pour le Toronto Fringe Festival, Martin est devenu un co-auteur, créant le personnage du narrateur.
The Drowsy Chaperone a fait ses débuts en 1998 au Rivoli à Toronto. Le producteur de théâtre torontois David Mirvish a financé une production élargie au Théâtre Passe Muraille de 160 places à Toronto en 1999. Le succès et les avis favorables conduisent Mirvish en 2001 à financer le développement et à produire une version à grande échelle au Théâtre Winter Garden de 1000 places à Toronto. Au cours de cette production, Linda Intaschi, productrice associée de Mirvish Productions, a invité le producteur new-yorkais Roy Miller à voir la comédie musicale. Miller a vu le potentiel dans la série et il a opté pour les droits.

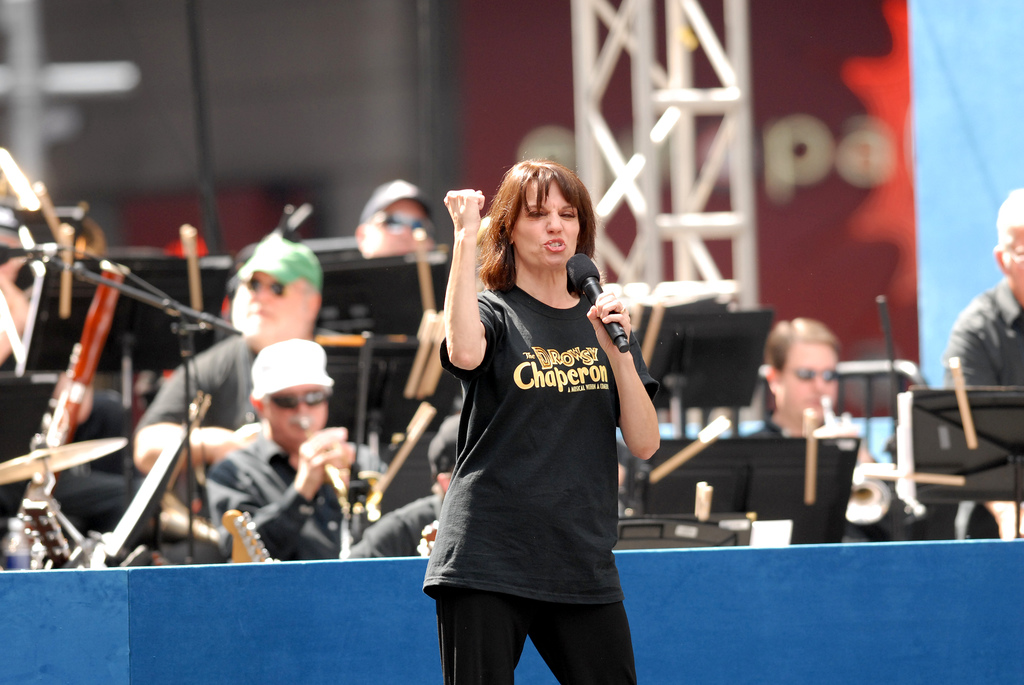
Beth Leavel interprétant As We Stumble Along le 10 septembre 2006.

Avec l'acteur canadien et collecteur de fonds Paul Mack, Miller a produit une lecture pour l'Alliance nationale de New York pour le théâtre musical le 5 octobre 2004 - et a invité le producteur de Broadway Kevin McCollum. La lecture a capté l'intérêt de McCollum et a finalement amené Miller, McCollum et Bob Boyett, Stephanie McClelland, Barbara Freitag et Jill Furman à s'engager à produire la pièce. Un engagement a suivi au théâtre Ahmanson de Los Angeles (2005), et après des modifications, la production de Broadway débute le 1er mai 2006 au Marquis Theatre et s'est clôturée le 30 décembre 2007 après 674 représentations et 32 avant-premières. Il a été mis en scène et chorégraphié par Casey Nicholaw. La production mettait en vedette Bob Martin, Sutton Foster, Georgia Engel, Edward Hibbert et Beth Leavel. Le spectacle a été nomimé pour plusieurs prix de théâtre Broadway, remportant cinq Tony Awards et sept Drama Desk Awards. 
L'équipe de Broadway a organisé une production dans le West End, à Londres. Les avant-premières ont commencé le 14 mai 2007, la première soirée a eu lieu le 6 juin et a fermé le 4 août après moins de 100 représentations. Une distribution largement britannique, y compris Elaine Paige - faisant son retour dans le West End après six ans - John Partridge et Summer Strallen ont rejoint le co-auteur de l'émission, Bob Martin, recréant son rôle à Broadway de «Man in Chair». 
La comédie musicale a reçu quatre nominations aux prix Laurence Olivier Awards 2008 pour la meilleure nouvelle comédie musicale, la meilleure actrice dans une comédie musicale (Summer Strallen), le meilleur acteur dans une comédie musicale (Bob Martin), le meilleur chorégraphe de théâtre (Casey Nicholaw) et la meilleure conception de costumes (Gregg Barnes).
Le spectacle a ensuite connu de nombreuses productions à Toronto, Los Angeles, New York, Londres, Melbourne (2010), et au Japon (2009), ainsi que deux tournées nord-américaines.

## Synopsis

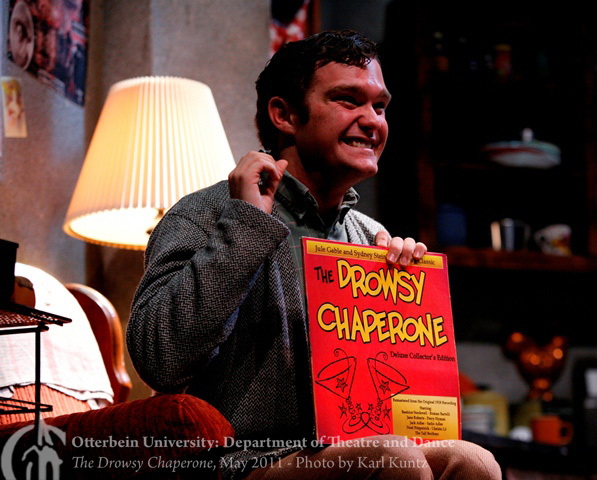
L'homme au fauteuil dans une production de l'Otterbein University Theatre and Dance en 2011.

L'homme du fauteuil, un fanatique et agoraphobe de Broadway, cherchant à guérir sa "tristesse non spécifique", écoute un enregistrement de la comédie musicale fictive de 1928, The Drowsy Chaperone. Alors qu'il écoute cet enregistrement rare, les personnages apparaissent dans son appartement miteux, et il se transforme en un décor de Broadway avec des rampes, des meubles étincelants, des toiles de fond peintes et des costumes scintillants. L'homme fournit un commentaire continu tout au long du spectacle depuis la scène, bien qu'il soit du côté du public du quatrième mur, invisible pour les comédiens. Il révèle des aspects de sa vie personnelle, tels que son mariage raté et l'attirance implicite pour l'homme principal de Drowsy.
Dans le numéro d'ouverture, "Fancy Dress", les prémisses et les personnages du spectacle sont présentés: c'est le jour du mariage du magnat du pétrole Robert Martin et de la star de Broadway Janet Van De Graaff, qui envisage d'abandonner sa carrière pour la vie conjugale. Les personnes présentes comprennent l'hôtesse vieillissante Mme Tottendale ; son fidèle employé connu seulement sous le nom de Underling ; Le témoin de Robert, George ; Le producteur de Broadway Feldzieg, qui espère persuader Janet de renoncer au mariage et de continuer à jouer dans Feldzieg's Follies ; Ditzy Flapper Kitty, qui espère prendre la place de Janet dans les Follies ; deux gangsters déguisés en pâtissiers ; le célèbre amant latin autoproclamé Aldolpho ; Le chaperon alcoolique de Janet, qui est censé la tenir éloignée de Robert jusqu'au mariage ; et Trix.
Les gangsters révèlent à Feldzieg que leur patron a investi dans les Follies et veut s'assurer que le spectacle est un succès financier, ce qui ne sera probablement pas le cas sans Janet. Ils disent à Feldzieg qu'il doit saboter le mariage et s'assurer que Janet reste dans le show business. Feldzieg fait appel à Aldolpho vaniteux et facile à manipuler pour séduire Janet et gâcher sa relation avec Robert. Pendant ce temps, dans sa chambre, Robert est nerveux à propos du mariage. Pour se débarrasser de ses "Cold Feets", il danse des claquettes, et George, lui aussi nerveux, se joint à la danse. George note que les claquettes pourraient être nuisibles, alors il suggère à Robert d'aller faire du patin à roulettes dans le jardin à la place, tout en portant un bandeau pour l'empêcher de voir Janet. Dehors, au bord de la piscine, Janet dit aux journalistes qu'elle est heureuse de se marier et qu'elle ne veut apparemment plus être actrice ("Show Off").
Dans la chambre de Janet, Janet a des doutes sur le fait que Robert l'aime vraiment, et elle demande conseil au Chaperon. Le Chaperon répond avec "As We Stumble Along", un hymne à l'alcoolisme. Plus utilement, le chaperon dit à Janet qu'elle se sent "somnolente" et doit faire une sieste, donnant à Janet l'occasion de demander à Robert s'il l'aime. Janet part pour le jardin et Aldolpho entre, prenant le Chaperon pour Janet. Le chaperon fait semblant d'être Janet et permet à Aldolpho de la "séduire" ("I Am Aldolpho"). Janet rencontre Robert aux yeux bandés et patinant dans le jardin, et elle se fait passer pour une française, «Mimi».
Kitty, dans l'espoir de prendre la place de Janet dans les Follies, essaie de démontrer ses talents à Feldzieg, mais il n'est pas impressionné. Les gangsters affrontent Feldzieg, le menaçant d'une "Toledo Surprise" meurtrière parce qu'il n'a pas encore réussi à annuler le mariage. Feldzieg les distrait en insistant sur le fait qu'ils ont réellement du talent pour le chant et la danse, et ils transforment "Toledo Surprise" en un numéro de danse. Aldolpho, avec le chaperon au bras, annonce qu'il a séduit la mariée et le mariage est donc annulé, mais Feldzieg lui dit avec colère qu'il a séduit la mauvaise femme. Janet annonce qu'elle annule le mariage, et Robert proteste en vain qu'il n'a embrassé «Mimi» que parce qu'elle lui a rappelé Janet («Toledo Surprise»).
Le narrateur annonce que c'est la fin du premier acte et la fin du premier disque. Il met le deuxième disque, en disant que le public peut écouter l'ouverture du deuxième acte de The Drowsy Chaperone et part aux toilettes. Une scène se déroulant dans un palais oriental apparaît sur scène, avec des personnages en costumes orientaux stéréotypés et le chaperon costumé en Anglaise en robe à jupe cerceau ("Message from A Nightingale"). Le narrateur arrête rapidement le disque, expliquant au public que ce n'était pas le bon - c'était la comédie musicale The Enchanted Nightingale, pas le deuxième acte de The Drowsy Chaperone. Il trouve le bon disque, et The Drowsy Chaperone continue.
Dans une séquence musicale de rêve, Janet déplore sa romance perdue et décide de retourner sur scène ("Bride's Lament"). Mme Tottendale dit à Underling que le mariage se déroulera comme prévu parce que "Love is Always Lovely". Elle révèle à Underling qu'elle est amoureuse de lui ("Love is Always Lovely in the End"). Le chaperon annonce qu'il y aura un mariage après tout : elle et Aldolpho se marient (ce qu'Aldolpho proteste impuissants). Mme Tottendale annonce qu'elle et Underling se marient également.
Robert dit à Janet qu'il l'aime, et le narrateur annonce que l'une de ses parties préférées arrive. Le chaperon donne à Janet des conseils sur ce qu'il faut faire quand quelqu'un laisse tomber et le chaperon dit «l-ve while you can», en omettant la syllabe du milieu du mot. Le narrateur fait un monologue où il exprime son émerveillement au sujet de la phrase, en demandant si elle dit «vivez pendant que vous pouvez» ou «partez pendant que vous le pouvez». Il partage une brève histoire à propos de son mariage raté et de la façon dont vous ne devriez jamais partir, seulement vivre. La scène se transforme ; Janet admet qu'elle était vraiment la fille française et accepte de l'épouser. Pour apaiser les gangsters, Feldzieg leur dit qu'il a découvert une nouvelle star : Kitty. Il lui demande de démontrer son talent.
George se rend compte qu'il a échoué dans sa tâche la plus importante : trouver un ministre. Trix fait atterrir son avion dans le jardin, annonçant qu'elle est sur le point de partir pour Rio. Puisque le capitaine à bord d'un navire peut célébrer des mariages, tout le monde espère que Trix, en tant que pilote, peut célébrer des mariages à bord d'un avion, et elle peut tous les faire voler à Rio pour leurs lunes de miel ("I Do, I Do in the Sky").
Alors que le disque est sur le point de jouer l'accord final de l'émission, le courant est coupé dans l'appartement et un surintendant arrive pour vérifier les disjoncteurs. Le courant revient, l'accord final joue et le spectacle est terminé. Seul à nouveau, l'homme au fauteuil exprime tristement son amour profond pour une comédie musicale qu'il n'a jamais vue. Il commence à chanter "As We Stumble Along" et les membres de la distribution, pour la première fois, reconnaissent sa présence, se joignent à lui et l'encouragent ("As We Stumble Along (Reprise)").

## Numéros musicaux
- Overture – Orchestre
- Fancy Dress –Tottendale
- Cold Feets – Robert, George
- Show Off – Janet, Compagnie
- As We Stumble Along – Drowsy Chaperone, Ensemble
- I Am Aldolpho – Aldolpho, Drowsy Chaperone
- Accident Waiting To Happen – Robert, Janet
- Toledo Surprise – Gangsters, Feldzieg, Kitty, Mrs. Tottendale et la compagnie
- Message From A Nightingale – Kitty, Gangsters, Aldolpho, Drowsy Chaperone
- Bride's Lament – Janet, Company
- Love Is Always Lovely In The End – Mrs. Tottendale, Underling
- I Do, I Do In The Sky – Trix, Compagnie
- As We Stumble Along (Reprise) – Compagnie

L'enregistrement original de la distribution contient deux titres bonus intitulés "I Remember Love", qui est un duo entre Mme Tottendale et Underling, et "Message From A Nightingale", qui est la version intégrale d'une partie d'une chanson qui est interrompue dans le spectacle. "I Remember Love" contient également un solo de ukulélé. Il a été remplacé par "Love is Always Lovely in the End".

## Récompenses et nominations

### Production originale de Broadway
| Année | Cérémonie            | Catégorie                                           | Nomination                      | Résultat   |
| ----- | -------------------- | --------------------------------------------------- | ------------------------------- | ---------- |
| 2006  | Tony Award           | Best Musical                                        | Best Musical                    | Nomination |
| 2006  | Tony Award           | Best Book of a Musical                              | Bob Martin et Don McKellar      | Lauréat    |
| 2006  | Tony Award           | Best Original Score                                 | Lisa Lambert et Greg Morrison   | Lauréat    |
| 2006  | Tony Award           | Best Performance by a Leading Actor in a Musical    | Bob Martin                      | Nomination |
| 2006  | Tony Award           | Best Performance by a Leading Actress in a Musical  | Sutton Foster                   | Nomination |
| 2006  | Tony Award           | Best Performance by a Featured Actor in a Musical   | Danny Burstein                  | Nomination |
| 2006  | Tony Award           | Best Performance by a Featured Actress in a Musical | Beth Leavel                     | Lauréat    |
| 2006  | Tony Award           | Best Direction of a Musical                         | Casey Nicholaw                  | Nomination |
| 2006  | Tony Award           | Best Choreography                                   | Casey Nicholaw                  | Nomination |
| 2006  | Tony Award           | Best Orchestrations                                 | Larry Blank                     | Nomination |
| 2006  | Tony Award           | Best Scenic Design                                  | David Gallo                     | Lauréat    |
| 2006  | Tony Award           | Best Costume Design                                 | Gregg Barnes                    | Lauréat    |
| 2006  | Tony Award           | Best Lighting Design                                | Ken Billington et Brian Monahan | Nomination |
| 2006  | Drama Desk Award     | Outstanding Musical                                 | Outstanding Musical             | Lauréat    |
| 2006  | Drama Desk Award     | Outstanding Book of a Musical                       | Bob Martin et Don McKellar      | Lauréat    |
| 2006  | Drama Desk Award     | Outstanding Actor in a Musical                      | Bob Martin                      | Nomination |
| 2006  | Drama Desk Award     | Outstanding Actress in a Musical                    | Sutton Foster                   | Nomination |
| 2006  | Drama Desk Award     | Outstanding Featured Actor in a Musical             | Eddie Korbich                   | Nomination |
| 2006  | Drama Desk Award     | Outstanding Featured Actress in a Musical           | Beth Leavel                     | Lauréat    |
| 2006  | Drama Desk Award     | Outstanding Director of a Musical                   | Casey Nicholaw                  | Nomination |
| 2006  | Drama Desk Award     | Outstanding Choreography                            | Casey Nicholaw                  | Nomination |
| 2006  | Drama Desk Award     | Outstanding Lyrics                                  | Lisa Lambert et Greg Morrison   | Lauréat    |
| 2006  | Drama Desk Award     | Outstanding Music                                   | Lisa Lambert et Greg Morrison   | Lauréat    |
| 2006  | Drama Desk Award     | Outstanding Orchestrations                          | Larry Blank                     | Nomination |
| 2006  | Drama Desk Award     | Outstanding Set Design                              | David Gallo                     | Lauréat    |
| 2006  | Drama Desk Award     | Outstanding Costume Design                          | Gregg Barnes                    | Lauréat    |
| 2006  | Drama Desk Award     | Outstanding Sound Design                            | Acme Sound Partners             | Nomination |
| 2006  | Theatre World Awards | Theatre World Awards                                | Bob Martin                      | Lauréat    |

### Production originale de Londres
| Année | Cérémonie              | Catégorie                  | Nomination       | Résultat   |
| ----- | ---------------------- | -------------------------- | ---------------- | ---------- |
| 2008  | Laurence Olivier Award | Best New Musical           | Best New Musical | Nomination |
| 2008  | Laurence Olivier Award | Best Actor in a Musical    | Bob Martin       | Nomination |
| 2008  | Laurence Olivier Award | Best Actress in a Musical  | Summer Strallen  | Nomination |
| 2008  | Laurence Olivier Award | Best Theatre Choreographer | Casey Nicholaw   | Nomination |
| 2008  | Laurence Olivier Award | Best Costume Design        | Gregg Barnes     | Nomination |